# M4TEL
M4Tel, formalmente MFOURTEL MÉXICO, S.A. DE C.V. es una empresa mexicana de teléfonos inteligentes, con líneas de producción en China, fue fundada en 2012 en la Ciudad de México con presencia en más de 8 países de Latinoamérica. El término M4 proviene del juego de palabras: Mobility 4 Me, Mobility 4 You... Mobility 4 Everybody

## Historia
En abril de 2012, se fundó M4Tel con el objetivo de ser la primera firma nacional en desarrollar y vender teléfonos inteligentes.
En 2017 incursionan en el mercado de la electrónica con el M4 MiFi Freedom, un módem portátil de tamaño versátil capaz de conectar hasta 10 usuarios simultáneamente.
En 2018 M4 y MediaTrek presentaron los nuevos smartphones B2 y B3, que competirán con las grandes marcas en el mercado de gama media en México.
Actualmente tiene presencia en más de 8 países de Latinoamérica.